# Wiktoria Głowacz
Wiktoria Głowacz (ur. 10 sierpnia 1915) – polska „Sprawiedliwa wśród Narodów Świata”. 

## Życiorys
W trakcie II wojny światowej, Wiktoria Głowacz (z d. Dżomyłło), pomagała Żydom. Mieszkała wówczas w Krakowie, posiadała jednak znajomych w Złoczowie. Od sierpnia 1942 r. ukrywała Lusię Alsztok, którą przywiozła właśnie ze Złoczowa. Przedstawiła ją jako swoją kuzynkę. Jak wspominała po wojnieː   
„Podczas mego pobytu nie jeden raz narażała własne życie i syna Zbyszka dla mnie. Ludność była ostrzegana, że za przechowywanie Żydów grozi kara śmierci, ale Wiktoria Głowacz nadal przechowywała mnie i wszędzie przedstawiała mnie jako swoją kuzynkę, nawet swemu synowi Zbyszkowi kazała mnie nazywać ciotką. Załatwiła mi fałszywą kennkartę i pracę. Pracowałam tylko trzy miesiące przy kupnie starych płyt, potem ze względu na moje bezpieczeństwo i sytuację, jaka się wytworzyła w pracy, musiałam zrezygnować”   
Wspominała takżeː
„Z chwilą zabrania mnie przez Wiktorię Głowacz ze Złoczowa do Krakowa, ani w czasie mieszkania u niej, nie dałam jej żadnych kosztowności ani pieniędzy. Byłam przez cały czas na jej utrzymaniu. Kupowała dla mnie wszystko, co potrzebne do ubioru i nigdy mi nic nie brakowało, i nigdy mi niczego nie odmawiała. Była dla mnie jak matka, ojciec i siostra”
Szybko jednak ktoś doniósł Niemcom na Wiktorię, którą aresztowało Gestapo. Kobieta poprosiła o możliwość zawiadomienia syna o tej sytuacji, by po powrocie do domu nie był zaskoczony. Przy asyście żołnierza udała się do mieszkania. Przy okazji poprosiła swoich znajomych, by na kilka dni przyjęli Lusię, której udzieliła wskazówek jak ma się zachować. Sama Wiktoria, została szybko wypuszczona z aresztu, z powodu braku dowodów. Dziewczyna wróciła do niej i przebywała w mieszkaniu do wyzwolenia.
Głowacz pomagała także innym Żydom. Wspierała materialnie ojca i brata Lusi. Ponadto przez kilka tygodni ukrywała żydowskie małżeństwo z Tarnopola, a także Stanisława Grabieca, Żyda ze Lwowa, który przebywał u niej przez sześć miesięcy. W sierpniu 1944 r. Wiktoria Głowacz przyprowadziła do mieszkania dwunastoletniego chłopca żydowskiego, którego tzw. aryjskie nazwisko brzmiało Adam Hus. Mieszkał u niej kilka miesięcy. Wiktoria znalazła dla niego schronienie koło Zakopanego, gdzie doczekał do końca wojny.
Wiktoria Głowacz jest pochowana na Cmentarzu komunalnym Bronowice-Pasternik w Krakowie (kwateraː XXIII, rządː zach., miejsceː 7).
11 grudnia 1975 r. Instytut Jad Waszem uhonorował Wiktorię Głowacz medalem „Sprawiedliwy wśród Narodów Świata”.